# Santa Maria Madre del Redentore a Tor Bella Monaca (titolo cardinalizio)
Santa Maria Madre del Redentore a Tor Bella Monaca (in latino: Titulus Sanctae Mariae Matris Redemptoris ad Turrim Bellamonicam) è un titolo cardinalizio istituito da papa Giovanni Paolo II nel concistoro del 28 giugno 1988. Il titolo insiste sulla chiesa di Santa Maria Madre del Redentore, sita nella zona Torre Angela e sede parrocchiale dal 1º ottobre 1985.
Dal 24 marzo 2006 il titolare è il cardinale Joseph Zen Ze-Kiun, vescovo emerito di Hong Kong.

## Titolari
- James Aloysius Hickey (28 giugno 1988 - 24 ottobre 2004 deceduto)
- Joseph Zen Ze-Kiun, S.D.B., dal 24 marzo 2006